# كيوزا سكلافاني
كيوزا سكلافاني (بالإيطالية: Chiusa Sclafani)‏ هي بلدية في مقاطعة باليرمو في صقلية الإيطالية.

## السكان
في سنة 1861 بلغ عدد السكان 6٬894 نسمة، وتطور العدد ليصل في سنة 2011 لـ 2٬957 نسمة.
يظهر هذا المخطط البياني تطور النمو السكاني لـ كيوزا سكلافاني

## توأمة
لكيوزا سكلافاني اتفاقيات توأمة مع:
- تشيكلانا دي سيغورا